# Sceloporus slevini
Sceloporus slevini (купинна ігуана Слевіна) — вид ігуаноподібних ящірок родини фриносомових (Phrynosomatidae). Мешкає в США і Мексиці. Вид названий на честь американського герпетолога і колекціонера Джозефа Річарда Слевіна.

## Поширення і екологія
Купинні ігуани Слевіна мешкають на південному заході США, де трапляються на південному сході Аризони (в горах Чірікауа, Драгун, Вайтстоун, Уачука і Санта-Ріта) та на крайньому південному заході Нью-Мексико (в горах Анімас), а також на північному заході Мексики, в горах Західної Сьєрра-Мадре в Чіуауа, північному Дуранго на північному сході Сіналоа та на сході Сонори. Вони живуть в густих трав'янистих заростях на сонячних галявинах в хвойних лісах, на відкритих рівнинах та в горах. Зустрічаються на висоті від 1220 до 3350 м над рівнем моря, переважно на висоті від 1500 до 3000 м над рівнем моря. Відкладають яйця.